# 마르몰라다산
마르몰라다산(이탈리아어: Marmolada, 라딘어: Marmoleda)은 이탈리아 북동부의 산으로, 돌로미티산맥의 가장 높은 산이다. 트렌티노알토아디제주와 베네토주에 걸쳐 있다.

## 같이 보기
- 이탈리아 전선 (제1차 세계 대전)